# Sinnenas rus
Sinnenas rus (originaltitel: Senso), även Sinnenas man, är en italiensk dramafilm från 1954 i regi av Luchino Visconti. Filmen nominerades till Guldlejonet vid filmfestivalen i Venedig 1954.

## Handling

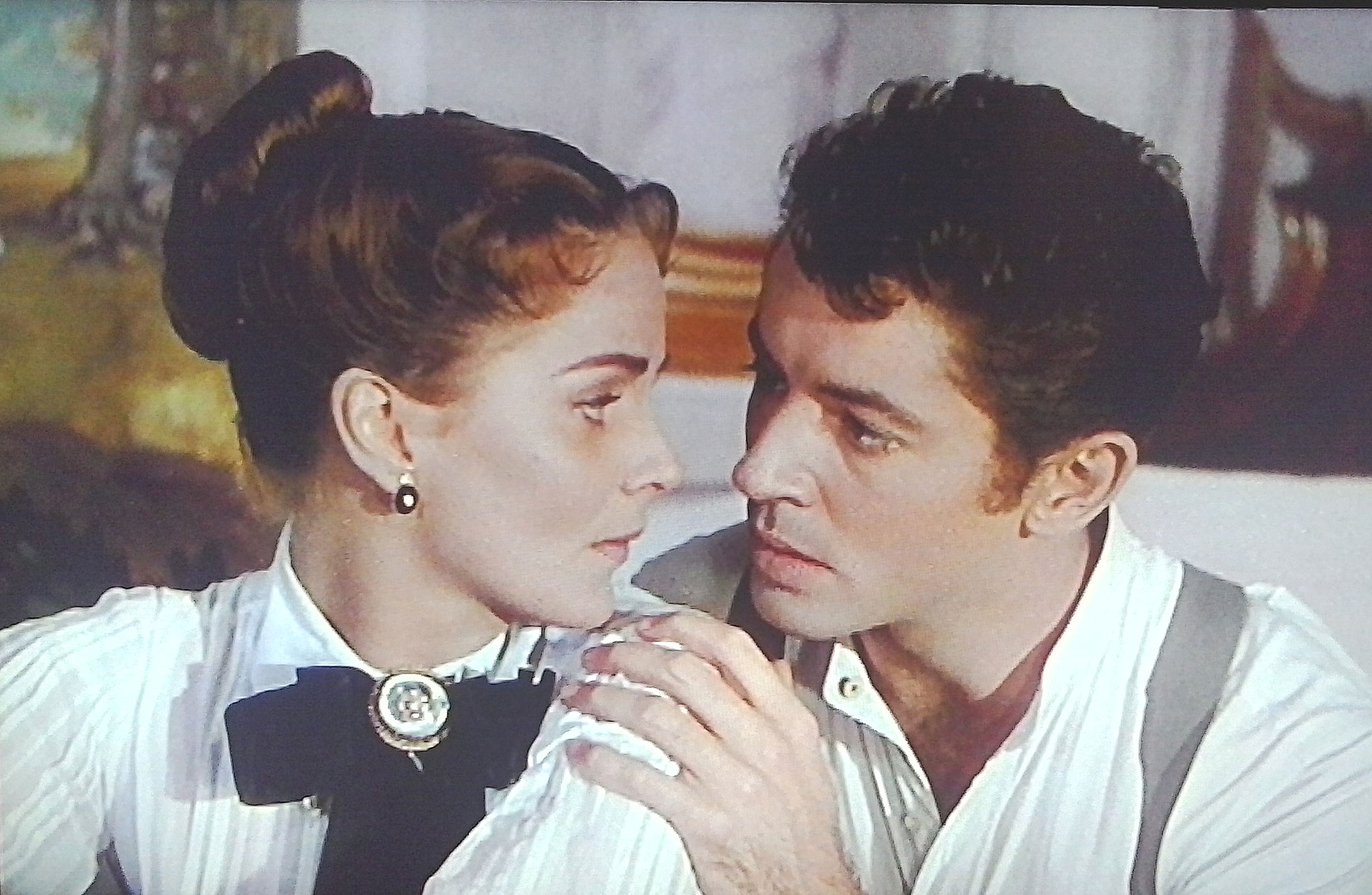
Alida Valli och Farley Granger i filmen.

Filmen utspelar sig 1866, strax före det tyska enhetskriget. Filmen inleds med ett framförande av operan Trubaduren i operahuset La Fenice i Venedig, en stad som då ockuperas av kejsardömet Österrike. Den italienska grevinnan Livia (spelad av Alida Valli) inleder en romans med den österrikiska soldaten Franz (spelad av amerikanen Farley Granger).